# Badjengo
Badjengo est un village de la Région du Nord au Cameroun. Il est situé dans la commune de Pitoa, dans le département de la Bénoué. et situé à 40 kilomètres de la ville de Garoua. 
Histoire de Badjengo
Badjengo est un village situé sur la nationale N°1, entre Garoua et Figuil, à 39 km de Garoua et à 24 km de Pitoa, dans la région du Nord, plus précisément dans l'arrondissement de Pitoa, relevant du Lamidat de Bé. Ce village abrite une population diverse, composée de plusieurs ethnies telles que les'' Kangou, Guiziga, Moundang, Guidar, Peulh, Toupouri*, et bien d'autres.
Les habitants de Badjengo vivent principalement de l'agriculture, cultivant des produits comme le *mil, le maïs, les arachides, le niébé, le coton*, et le *soja*, ainsi que de l'élevage. Le commerce de proximité joue aussi un rôle important dans l'économie locale. Les marchés de *jeudi* et *samedi* sont des moments clés d'échange et de commerce pour la population.
Le nom *Badjengo* provient du mot *"Kbadjen ay go"* en Kangou, qui signifie « j’ai percé l’humidité ici ». Cette expression a une origine liée à la chasse. Selon la tradition orale, dans les années 50, alors que Badjengo était encore une brousse, des chasseurs venus de loin cherchaient des gibiers. L'un d'eux, en lançant sa flèche, perça une zone humide. Il appela alors les autres en annonçant : « j’ai percé l’humidité ici ». Ce lieu, situé entre Lopéré et le quartier Djaoro Kotchel, devient ainsi le point de départ de l’implantation du village.
Au début, le site était habité par les *Kangou*, mais l'arrivée d'autres peuples, notamment de l'extrême Nord, a fait migrer les Kangou vers les montagnes, laissant progressivement place à d'autres ethnies. Aujourd'hui, le centre de Badjengo est davantage occupé par des populations venues d'autres régions.
Le village de Badjengo est entouré de plusieurs autres localités comme *Mbor, Oumoua, Barouna, Mayo Lebri, Lagam, Walewol* et bien d'autres. Tous ces villages en plus de Babanguel, Bapara, mayo lebri 3, Ngoulet, bobborire, njeiga, olde borno font partie du CODEBAE.  
En matière d'infrastructures, Badjengo dispose de plusieurs établissements éducatifs : une *école maternelle*, une *école primaire bilingue*, ainsi que plusieurs écoles primaires comme *EP Lopéré, EP Doualaré, EP Badjengo 1 et 2*, et un *lycée*.
Le village est également équipé d'un *centre de santé*, ce qui constitue un atout pour la prise en charge des habitants. 
Sur le plan économique et social, Badjengo bénéficie de la présence de *cinq groupements Sodecoton* : Badjengo, Lopéré, Mbor Moundang, Doualaré, et Mbor Baïnawa. 
Religieusement, Badjengo est un lieu de diversité spirituelle, abritant quatre *congrégations chrétiennes* : *Catholique, EFLC, UEBC*, et *Vraie Église*, ainsi qu’une *grande mosquée* qui témoigne de la diversité religieuse du village.
Enfin, il est important de noter que l'histoire de Badjengo est loin d'être terminée, et qu'il y a encore beaucoup à découvrir. Ces informations ont été recueillies auprès des patriarches locaux, qui préservent et transmettent la mémoire de leur village. Ndjidda Bakary Paul Dengkas

## Population
Lors du recensement de 2005, la localité comptait 5 431 habitants.
En 2014, un diagnostic participatif a chiffré la population à 8 103 personnes.

## Économie
La population de Badjengo vit presque exclusivement de l'élevage et de l'agriculture. 